# きぃら〜☆
きぃら〜☆（きぃら、長音と「☆」は読まない）は、日本のイラストレーター・漫画家のユニット。双子姉妹のキィとラ〜☆の2人で活動している。
同人サークル『りとる☆はむれっと』を主宰。

## メンバー
キィ
- 群馬県館林市出身
- アイデア、下絵担当。妹。

ラ〜☆（らー）
- 埼玉県草加市出身
- アイデアのまとめ、彩色担当。姉。

なお、ユニット名の読みは「きぃら」であり、“〜☆”は流れ星を表現している。個人名の“ラ〜☆”はそのまま「らー」と読む点に注意が必要である。
プロフィールで2人の出身地が違うのは「生き別れた為」としているが、事実ではなく「冗談」とのこと。

## 作品リスト
- Saint October（原作：熊坂省吾（コナミデジタルエンタテインメント）） - 月刊コミックブレイド2006年8月号〜2007年9月号 
単行本は全2巻。原作アニメのキャラクター原案を担当し、そのまま漫画版も担当する形となっている。
- ハムちゅ♪ 〜それゆけレッサーハムニャン〜 （きぃら〜☆ with PPLN名義） - 電撃帝王Vol.9、10
雑誌の休刊により2回で連載終了。今後は同人誌で展開される予定である。
- ハヤテのごとく!トレーディングカードゲーム（コナミデジタルエンタテインメント）

## 騎羅との関連性について
同じ事務所「ぽぽろん風味」に在籍する騎羅（きら、KIRAN、男性）は、きぃら〜☆の個人サークル「りとる☆はむれっと」の編集企画に協力している。また商業活動のマネージメントも担当し、一部の企画などでも協力関係にある。
きぃら〜☆は元々騎羅のもとで共同制作をしていた時期があり、ツールやPCなど同種のものを使用し、当時は画風も似通ったものであった。独立後は騎羅の仕事の一部を引き継ぎつつ、画風は独自のものになりつつある。
現在は、きぃら〜☆がいわゆる萌え系のイラストに対し騎羅は落ちついた色調の頭身の高いイラストを描くなど、作風も異なっ
ている。